# Cetichthys
Cetichthys is een geslacht van straalvinnige vissen uit de familie van walviskopvissen (Cetomimidae). Het geslacht is voor het eerst wetenschappelijk beschreven in 1989 door Paxton.

## Soorten
- Cetichthys indagator  (Rofen, 1959)
- Cetichthys parini  Paxton, 1989